# Шорн, Карл
Карл Ламберт Шорн (нем. Karl Lambert Schorn; 16 октября 1800, Дюссельдорф — 7 октября 1850, Мюнхен) — немецкий живописец исторического жанра, а также известный шахматист, племянник историка искусства Людвига Шорна (1793—1842).

## Биография
Карл Шорн учился в Дюссельдорфской академии искусств, затем, с 1824 по 1827 год, в Париже в студиях Антуана-Жана Гро и Жана-Огюста-Доминика Энгра, а затем приехал в Мюнхен вместе с Петером фон Корнелиусом, где продолжил обучение во время второго пребывания у Генриха Марии фон Хесса. В 1832 году Шорн отправился в Берлин, где написал несколько картин исторического жанра, в том числе изображение Валленштейнов, играющих в карты. После поездки в Италию, во время которой он оставался в Риме до 6 ноября 1841 года. В начале 1840-х годов Шорн вернулся в Мюнхен. В 1847 году Мюнхенская академия изобразительных искусств назначила его профессором.
Карл Шорн помогал Корнелиусу в работах, порученных тому королём Людвигом I Баварским. В Берлине между 1836 и 1840 годами Шорн присоединился к «Берлинской плеяде» — шахматному кружку, объединявшем в 1836—1845 группу выдающихся берлинских шахматистов и аналитиков. Однако сам Шорн был далёк от идеи научного проникновения в игру. Его считали «натуралистом» и уважаемым аутсайдером в берлинском кругу мастеров вокруг Людвига Блендова. Сохранилось несколько партий Шорна того периода.
Карл Шорн был женат на сестре двух художников Фердинанда и Карла фон Пилоти. Оба были учениками Шорна или находились под его художественным влиянием.
Среди его основных живописных произведений — «Пигмалион», «Мария Стюарт и Риччо», «Карл V в монастыре Сан-Юсте», «Папа Павел III, которому показывают портрет Лютера, написанный Кранахом», «Кромвель, толкующий Библию своим генералам перед битвой при Данбаре», «Допрос анабаптистов перед епископом после взятия Мюнстера» и незаконченная монументальная картина «Потоп», заказанная баварским королем королём Людвигом I для Новой пинакотеки в Мюнхене.

## Галерея

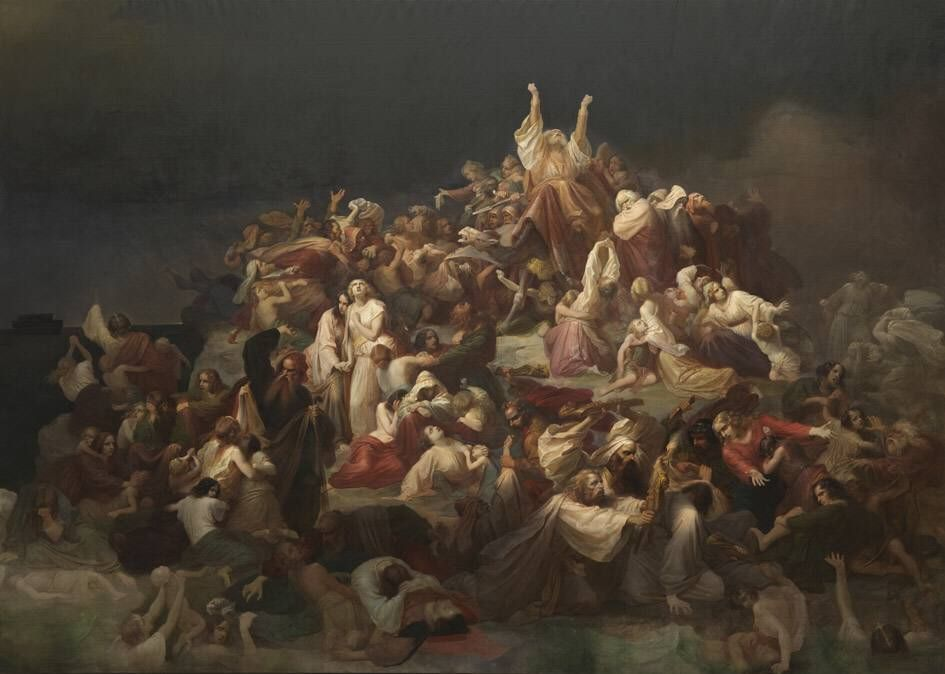
Потоп. 1850. Холст, масло. Баварские государственные собрания картин, Мюнхен
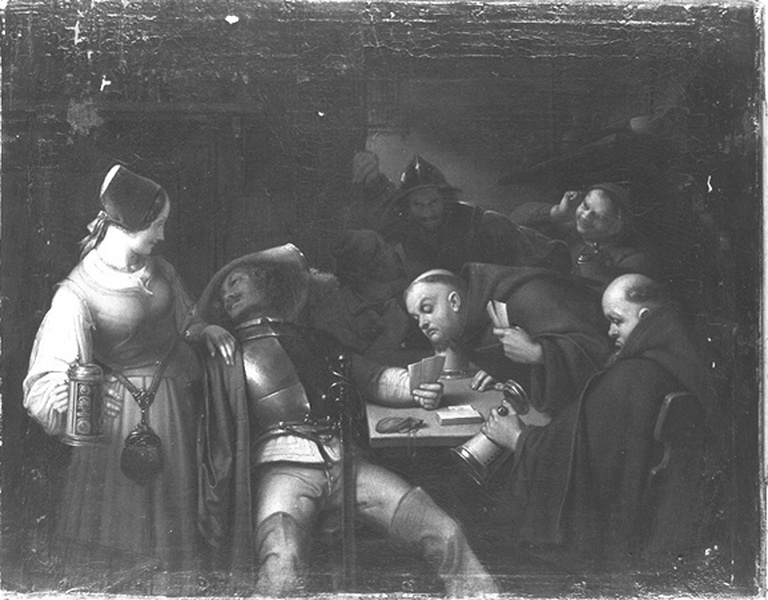
Игроки в карты. 1837. Старая национальная галерея, Берлин
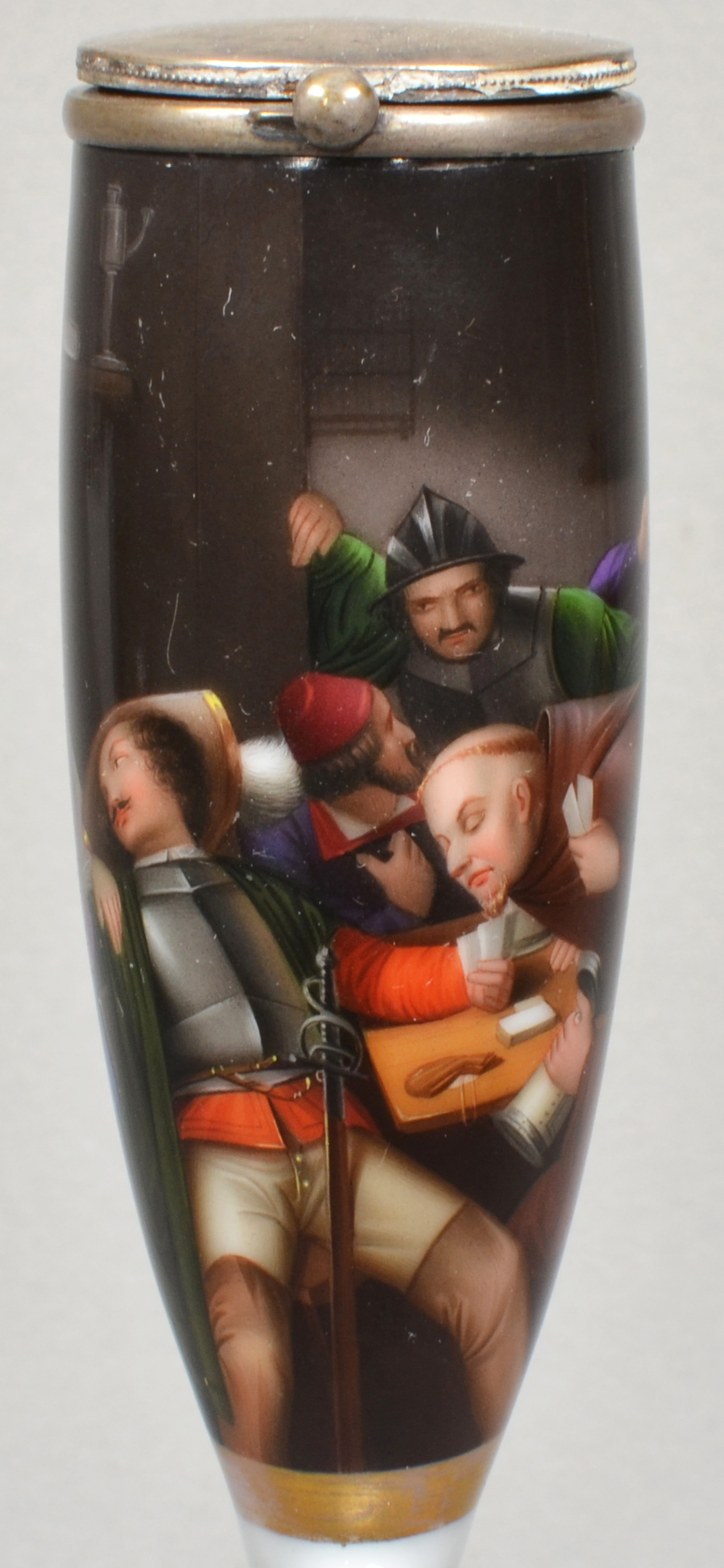
Игроки в карты Валленштейна. Кубок для курительной трубки. Фарфор, роспись
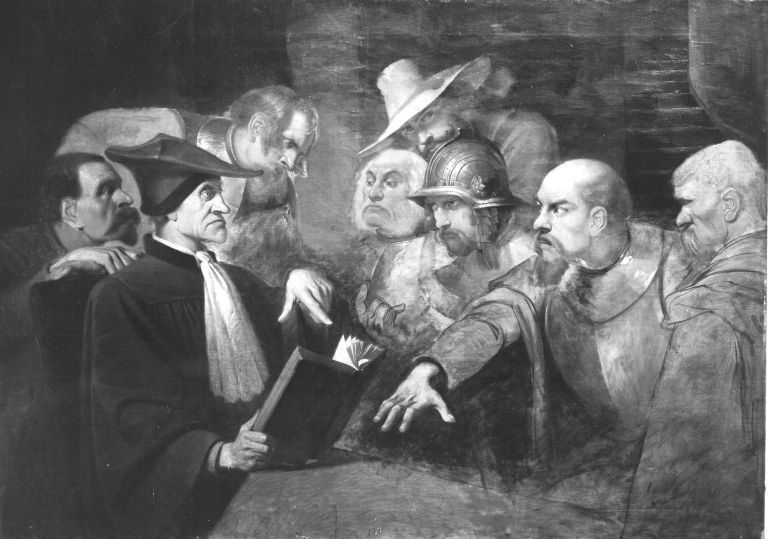
Джон Нокс спорит с солдатами. Ок. 1840. Холст, масло. Баварские государственные собрания картин, Мюнхен
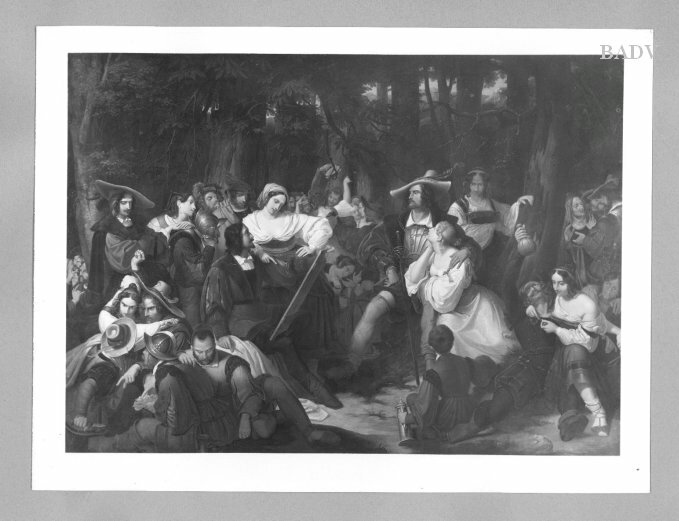
Театральная компания. Между 1818 и 1850. Музей фюрера, Линц